# مكتب مراقبة الأصول الأجنبية
مكتب مراقبة الأصول الأجنبية (بالإنجليزية: Office of Foreign Assets Control)‏ (ومختصره OFAC) هو وكالة استخبارات مالية وتنفيذ قانون في وزارة الخزانة في الولايات المتحدة. يدير ويفرض عقوبات اقتصادية وتجارية لدعم الولايات المتحدة لأجل أهداف الأمن القومي والسياسة الخارجية.
بموجب السلطات الاستثنائية الوطنية للرئيس الأمريكي، ينفّذ مكتب مراقبة الأصول الأجنبية نشاطاته ضد الدول الأجنبية، فضلاً عن مجموعة مختلفة من المنظمات والأفراد الآخرين، مثل الجماعات الإرهابية التي تعد تهديدًا للأمن القومي في الولايات المتحدة.
وكجزء من جهودها لدعم العقوبات على العراق، فرض مكتب مراقبة الأصول الأجنبية في عام 2005 غرامة قدرها 20 ألف دولار على منظمة "أصوات في البرية" بسبب تقديمها أدوية وإمدادات إنسانية أخرى للعراقيين.
في عام 2014، فرض مكتب مراقبة الأصول الأجنبية غرامة قياسية على بنك بي إن بي باريبا الفرنسي بقيمة 963 مليون دولار لتسوية دعوى قضائية تطالب بمبلغ 8.9 مليار دولار ضد البنك الفرنسي لانتهاكه العقوبات الأمريكية على إيران والسودان.